# Padirac
Padirac ist eine französische Gemeinde mit 183 Einwohnern (Stand 1. Januar 2022) im Département Lot in der Région Okzitanien (bis 2015 Midi-Pyrénées). Sie gehört zum Arrondissement Gourdon und zum Gemeindeverband Causses et Vallée de la Dordogne. Die Bewohner werden Padiracois genannt.

## Geografie
Die Gemeinde Padirac liegt in der Causse de Gramat, einem Teilbereich der Landschaft Haut Quercy im Regionalen Naturpark Causses du Quercy. Der kalkhaltige Boden lässt keine oberirdischen Fließgewässer zu. Die Landschaft wird durch weite Trockenrasenflächen und kleinere Waldgebiete geprägt. Im höher gelegenen Nordosten der Gemeinde finden sich mehrere Dolmen und fünf Schachthöhlen, von denen der Gouffre de Padirac (Schlund von Padirac) überregional bekannt ist. Umgeben wird Padirac von den Nachbargemeinden Gintrac im Norden, Loubressac im Osten, Thégra im Süden sowie Miers im Westen.
Die größten Ortsteile der Gemeinde Padirac sind Le Ratier, Latreille, Bord, Rigal, Lacoste, Bagou, Panot, Bascoul, Calcas, Le Salvage, Mathieu, Teilié und Sayssac.

## Geschichte
Der Ortsname Padirac basiert auf dem lateinischen Anthroponym Palerius. Die Endung -ac ist ein typischer gallischer Suffix.
Die Gemeinde Padirac wurde 1828 durch Herauslösung von Teilen der Gemeinde Miers gegründet.

### Bevölkerungsentwicklung
| Jahr      | 1962 | 1968 | 1975 | 1982 | 1990 | 1999 | 2011 | 2021 |
| Einwohner | 224  | 177  | 162  | 148  | 160  | 168  | 185  | 174  |

Im Jahr 1846 wurde mit 391 Bewohnern die bisher höchste Einwohnerzahl ermittelt. Die Zahlen basieren auf den Daten von cassini.ehess und INSEE.

## Sehenswürdigkeiten
- Château de Padirac
- Grotte des Fieux in der Nähe
- Höhle Gouffre de Padirac
- Kirche Saint-Julien
- mehrere Flurkreuze
- Scheunen
- Insectopia, ein Insekten-Museum
- 13 Steintische, erfasst und erforscht von Armand Viré im Jahr 1930; die größten davon:
  - Dolmen d’Andrieu appelé, auch Dolmen du Champ de Monsieur genannt
  - Dolmen d’Escurettes
  - Dolmen de Bougoulat
  - Dolmen des Calcas appelé, auch Dolmen de Penot genannt
  - Dolmen des Claouzelles
  - Dolmens des Pendus: (2 Dolmen)

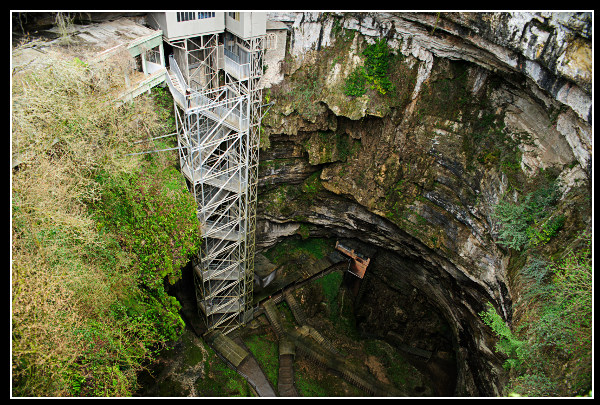
Einstiegsschacht zur Höhle
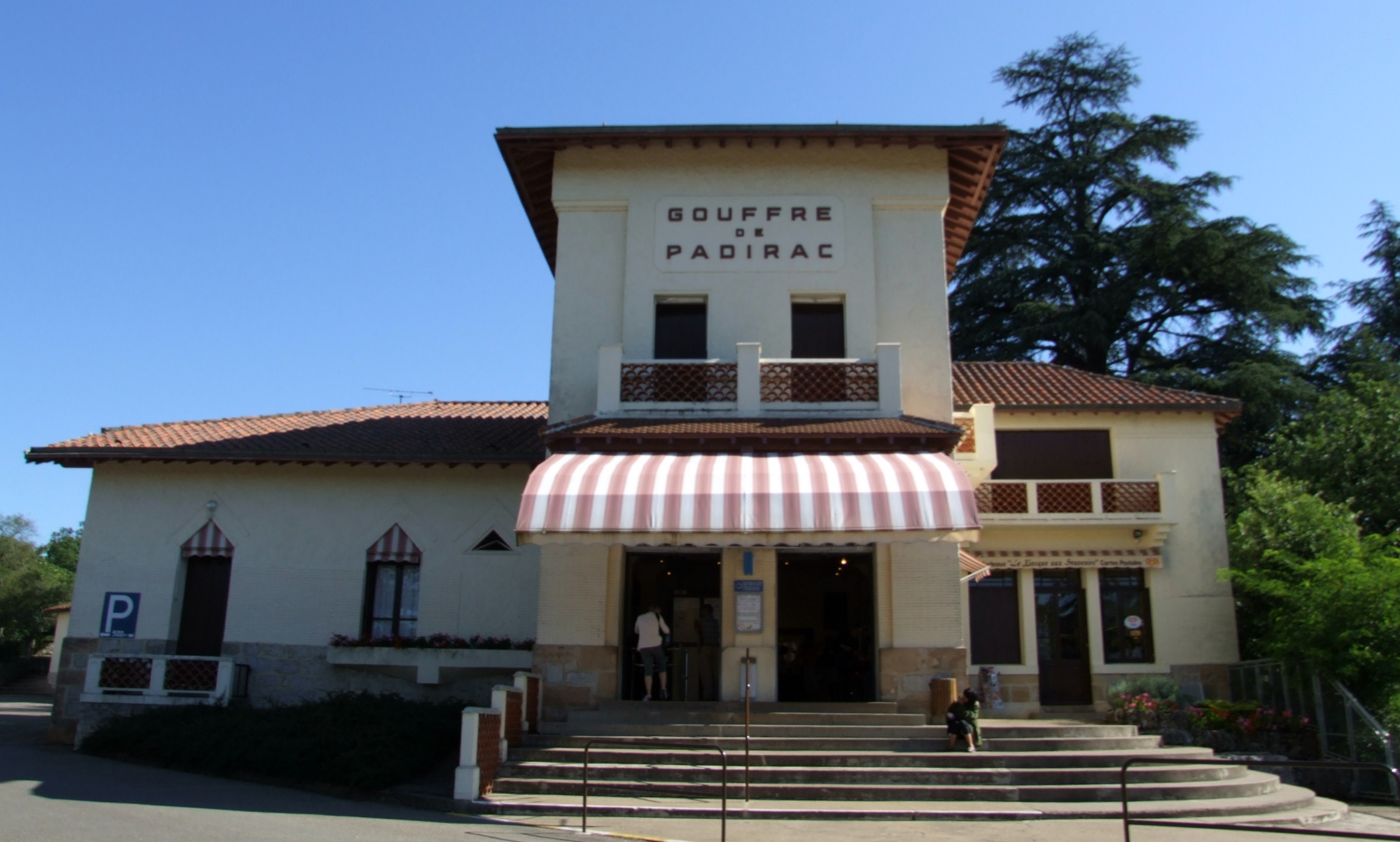
Eingangsbereich der Höhle
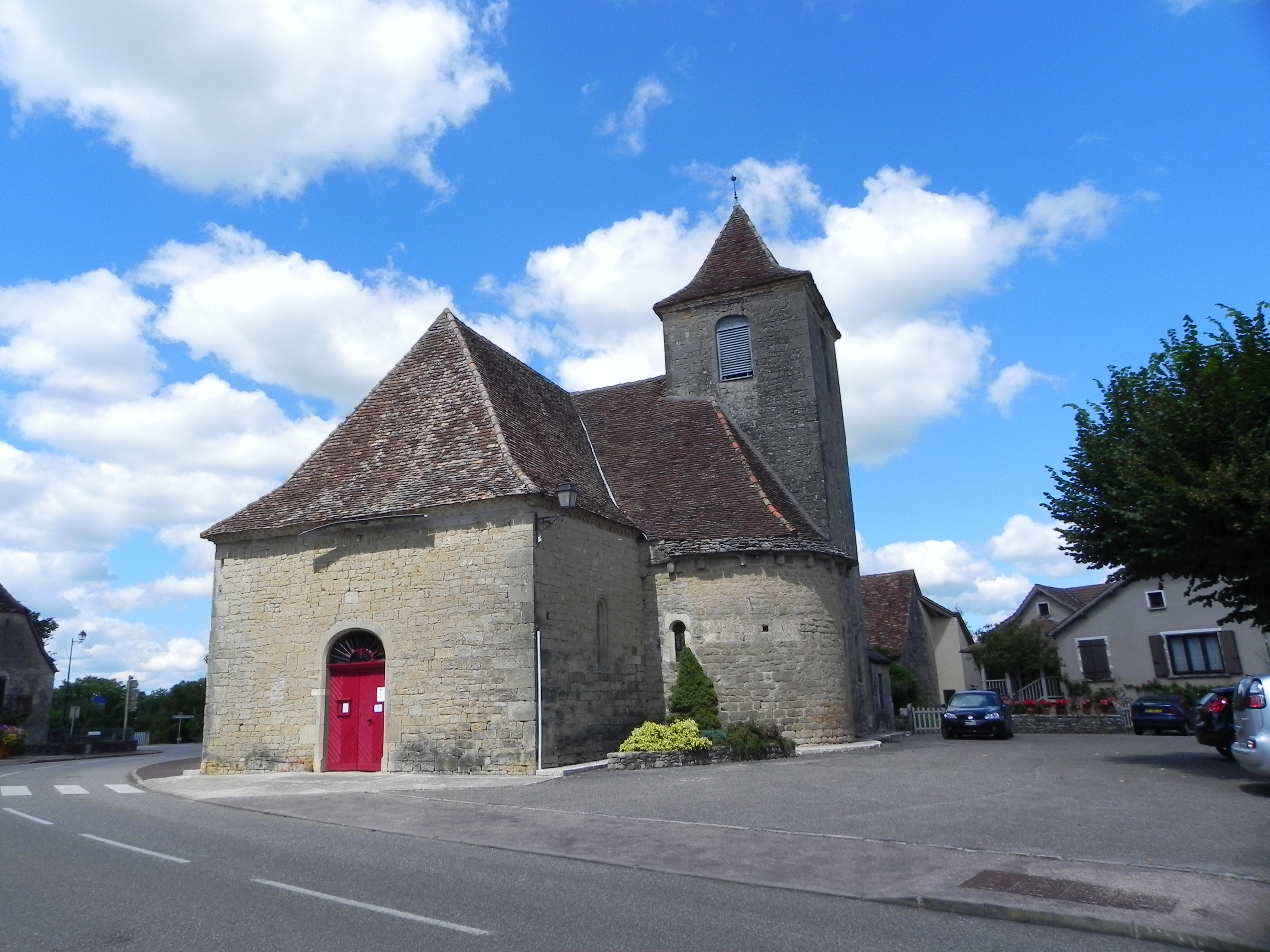
Kirche Saint-Julien
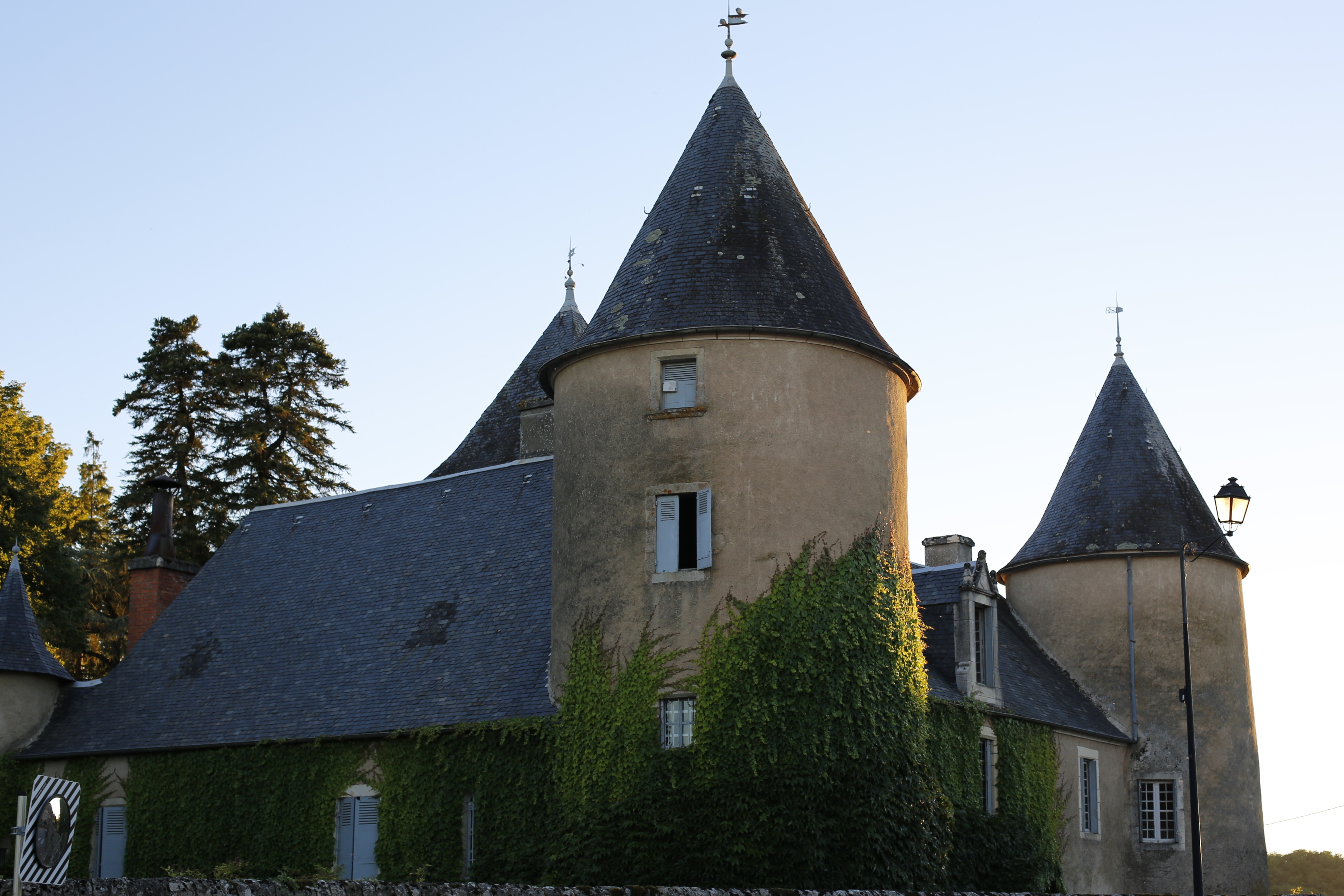
Château de Padirac
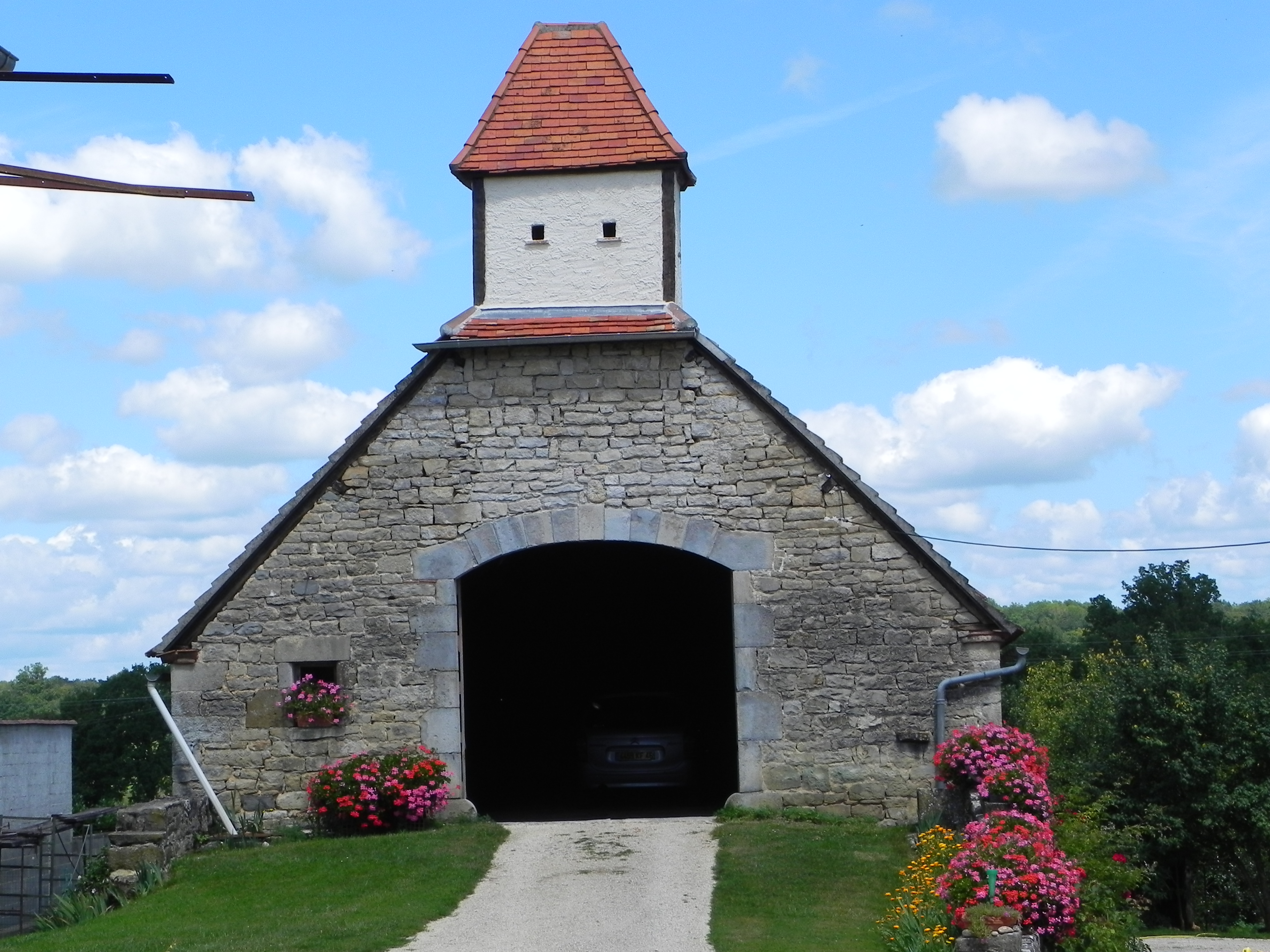
Alte Scheune
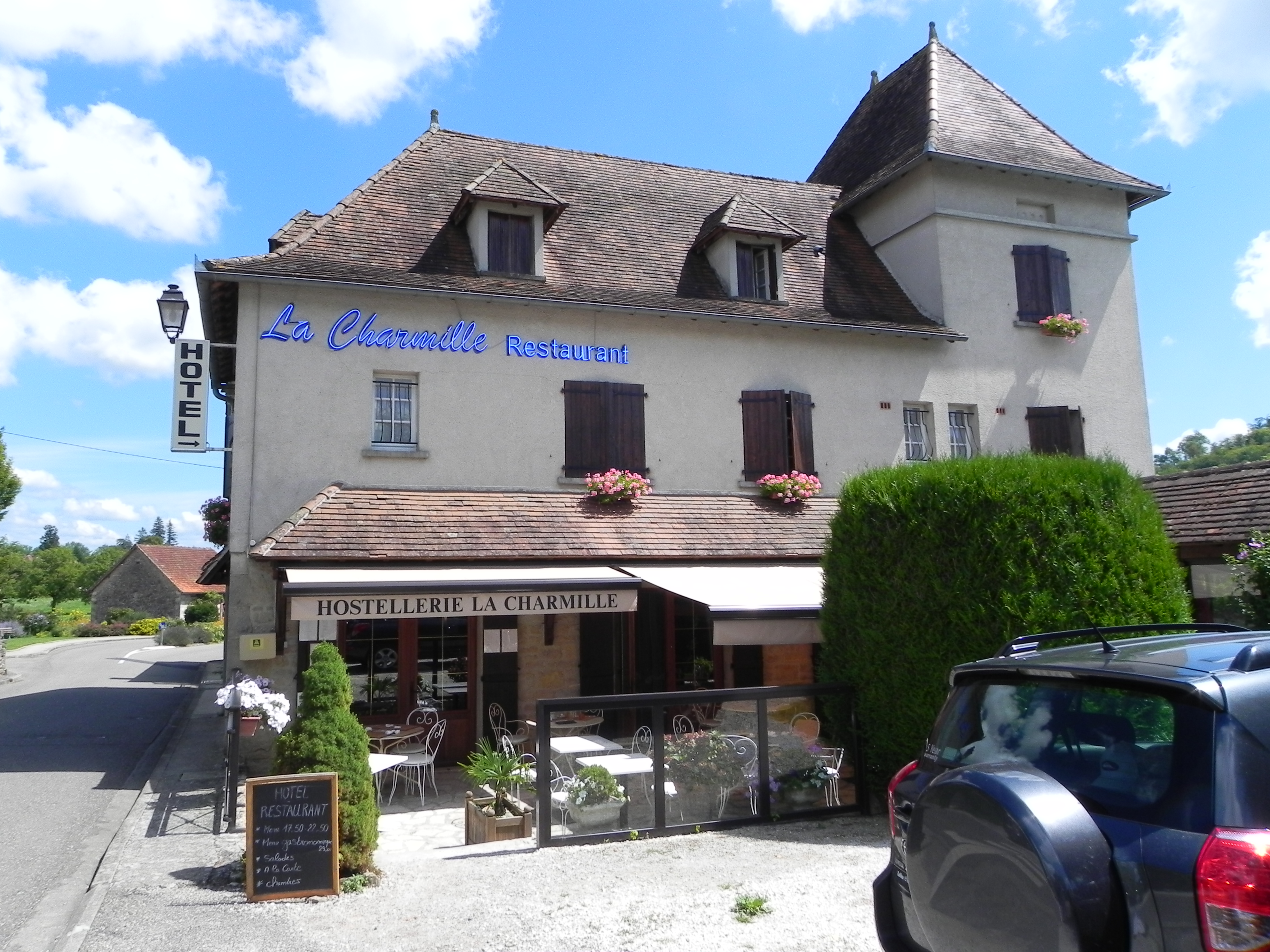
Hotel und Restaurant „La Charmille“

## Wirtschaft und Infrastruktur
In der Gemeinde Padirac gibt es einen Bäcker, einen Metzger und ein Frisörgeschäft sowie kleinere Handwerksbetriebe. Neben dem Tourismus spielt auch die Landwirtschaft in der Gemeinde eine wichtige Rolle. In Padirac sind 15 Landwirtschaftsbetriebe ansässig (Getreide- und Gemüseanbau, Milchviehhaltung, Pferde-, Ziegen-, Schaf-, Rinder- und Geflügelzucht).
Durch die Gemeinde Padirac führt die Fernstraße D673 von Rocamadour nach Saint-Céré. Im 18 Kilometer nordwestlich gelegenen Souillac besteht ein Anschluss an die (Autoroute A20). Der acht Kilometer westlich gelegene Bahnhof Rocamadour-Padirac liegt an der Bahnstrecke von Brive-la-Gaillarde über Capdenac nach Toulouse (Ligne de Brive-la-Gaillarde à Toulouse-Matabiau via Capdenac).

## Belege
1. ↑  Gaston Bazalgues, Les noms des communes du Parc, Les cahiers scientifiques du Parc naturel régional des Causses du Quercy, Band 1, 2014, S. 115 (Memento des Originals vom 3. März 2016 im Internet Archive)  Info: Der Archivlink wurde automatisch eingesetzt und noch nicht geprüft. Bitte prüfe Original- und Archivlink gemäß Anleitung und entferne dann diesen Hinweis. (PDF-Datei, französisch)
2. ↑  Padirac auf cassini.ehess
3. ↑  Padirac auf INSEE
4. ↑  Landwirtschaftsbetriebe auf annuaire-mairie.fr (französisch)